# 让·梅德桑大街

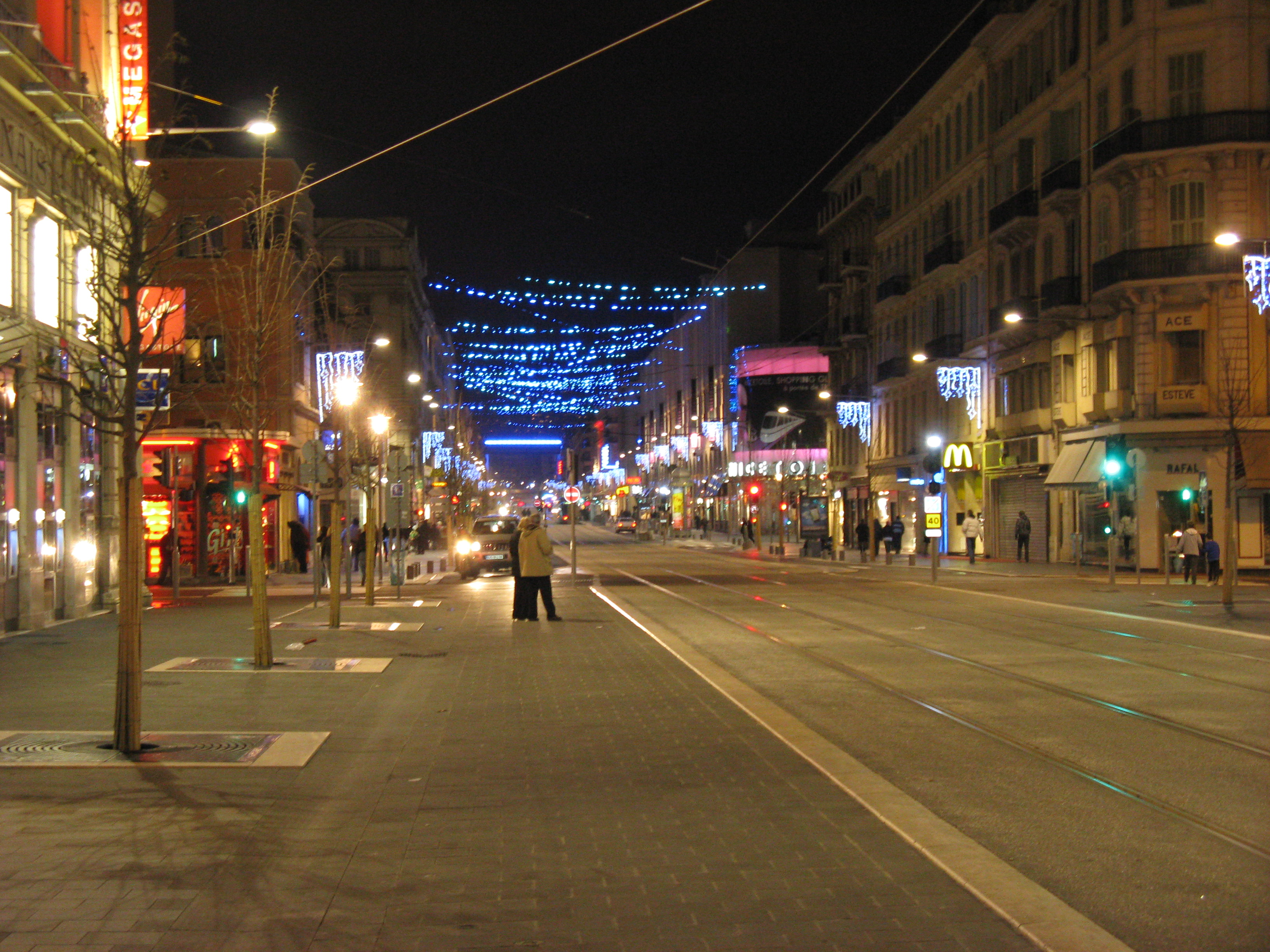

让·梅德桑大街（法语：Avenue Jean Médecin；尼斯语："avenguda Jouan-Medecin, consòu de Nissa"）是尼斯中心的一条街道，该市的主要南北交通要道之一。它是该市的主要购物街，被居民称为“大街”。

## 历史
这条街开辟于1864年，当时尼斯在萨伏伊伯国统治之下。这条街位于一个天然山谷圣米歇尔山谷中 ，开始于马塞纳广场。它反映当时统治者在帕隆河右岸发展新城的意志。
1947年7月，作曲家亨利·贝蒂走在这条路上时，想出了国际歌曲《如此美好》（C'est si bon）的前九个小节。
这条街曾经使用下列名称：
- 圣米歇尔山谷，开辟之前
- 皇太子大街（Avenue du Prince-Impérial），法兰西第二帝国时期, 以纪念拿破仑四世；拿破仑三世政府实际上参与建设[6]
- 车站大街（Avenue de la Gare，1870-）[6] 尼斯城站在1867年开通后，它是通往车站的主干道
- 胜利大街（Avenue de la Victoire，1918-）在第一次世界大战刚结束后停战纪念日的议会特别会议上决定命名[6]
- 让梅德桑大街（Avenue Jean Médecin，1966-）[4]，得名于在二十世纪任尼斯市长33年的让梅德桑。

## 说明

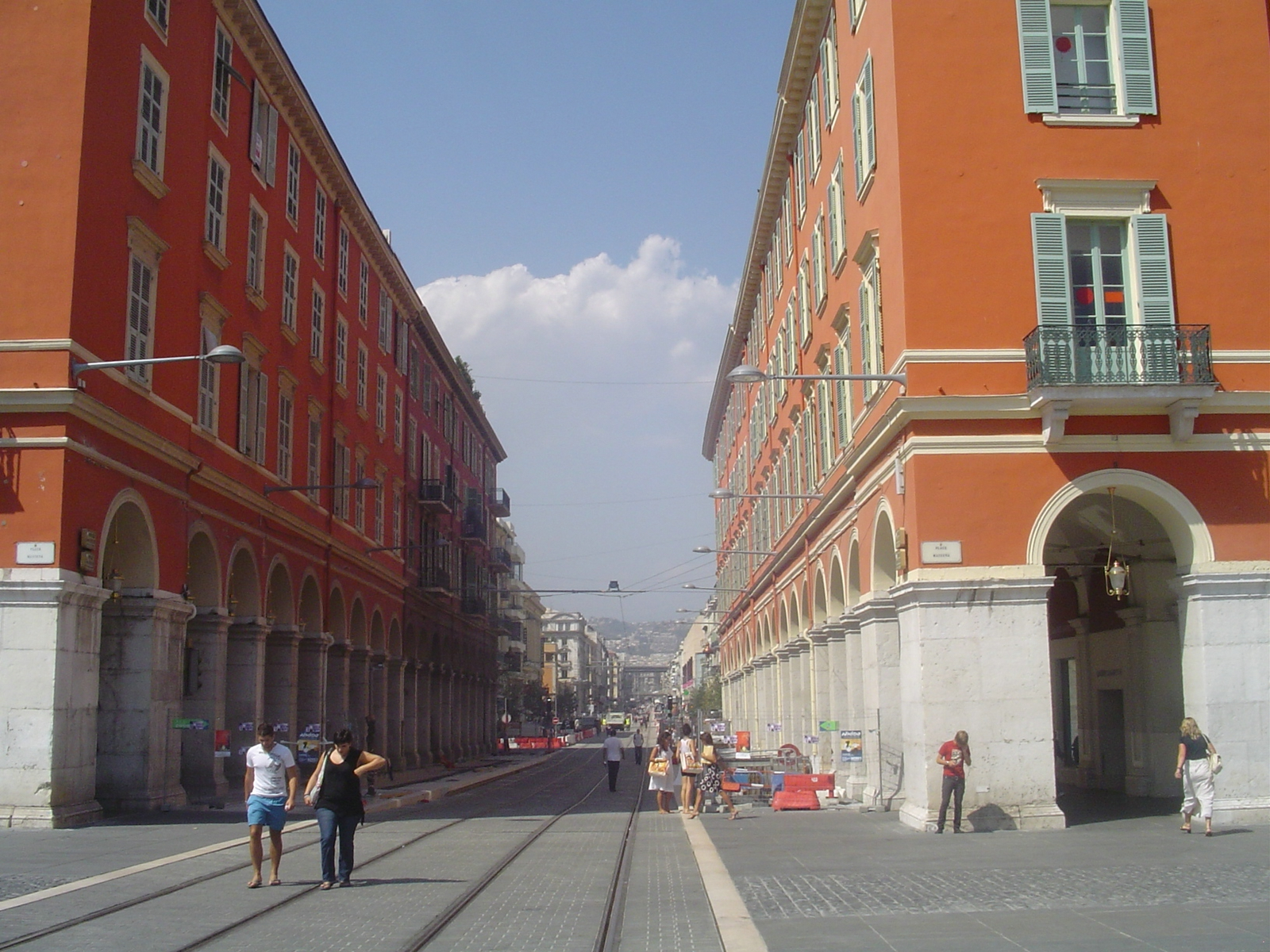

这条大街北起马塞纳广场到马赛–文蒂米利亚铁路，沿线与雨果大道等几条主要的东西向交通要道相交。
让·梅德桑大街的南段是一个旅游区，而北段更多的是住宅区道路。。沿街分布有该市的主要商店，以及法国大银行的尼斯总部。其他著名建筑包括美好年代风格的里维埃拉大楼，建于1913年，六层高，面积1万平方米，现在是Fnac法雅客百货，稍南的装饰艺术风格的Monoprix连锁超市。大街南端是老佛爷百货公司，自1916年以来位于这里。
从2003年到2007年，让梅德桑大街经历地下和地上冗长的建设工作，以修建尼斯电车。自2008年12月起几乎完全成为步行街，唯一的例外是电车。 到了晚上，大街的中心挂满了数以千计的蓝色二极管。这是一件公共艺术作。沿大街从北到南有三个电车站：梯也尔车站，让梅德桑和马塞纳广场。 
尼斯狂欢节的花车游行曾有多年在这条大街举行，但是因为电车及其架空电线已不再可行。

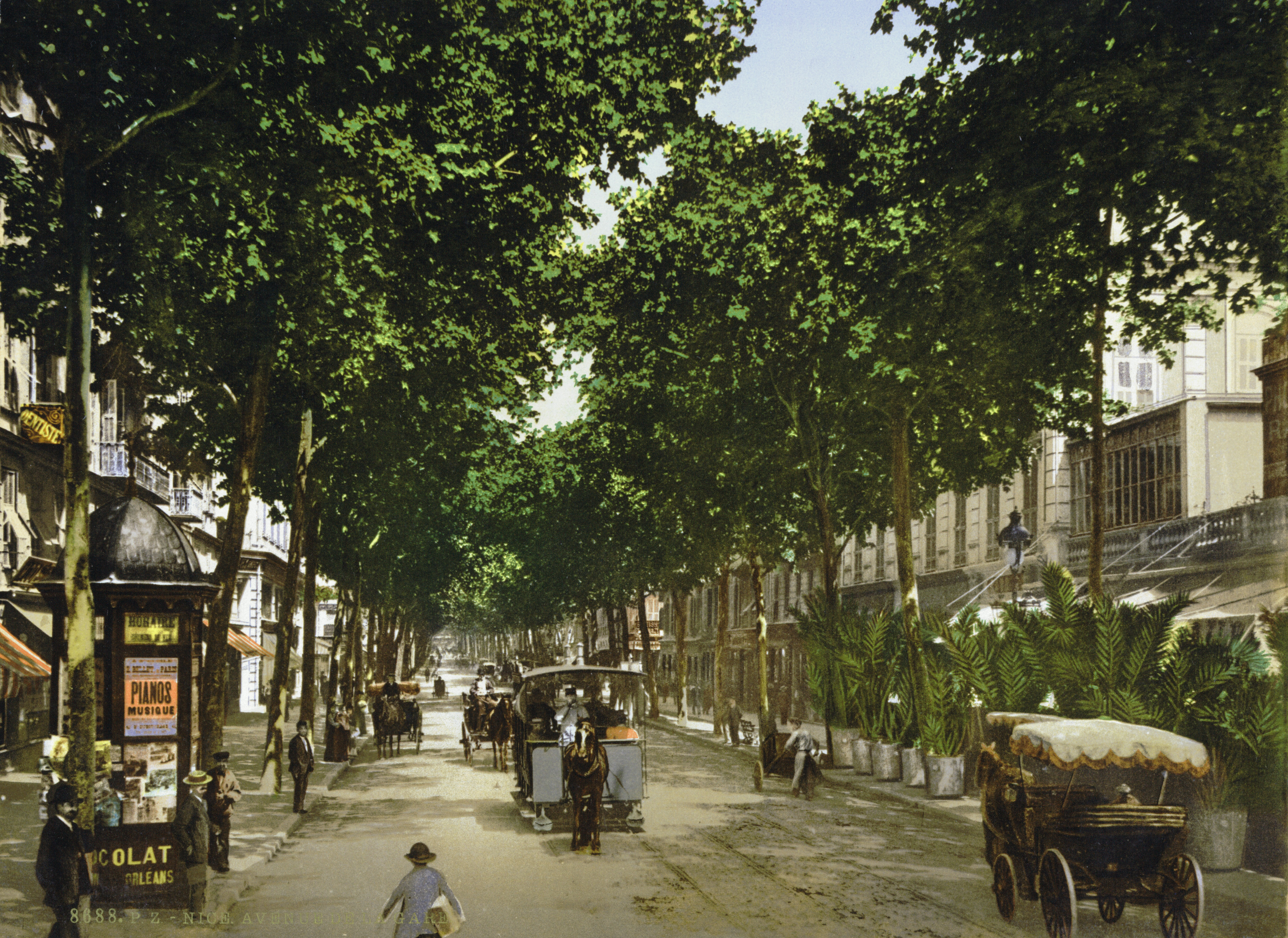
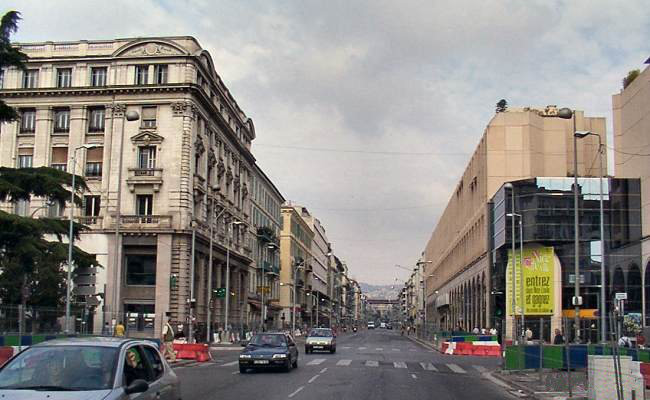
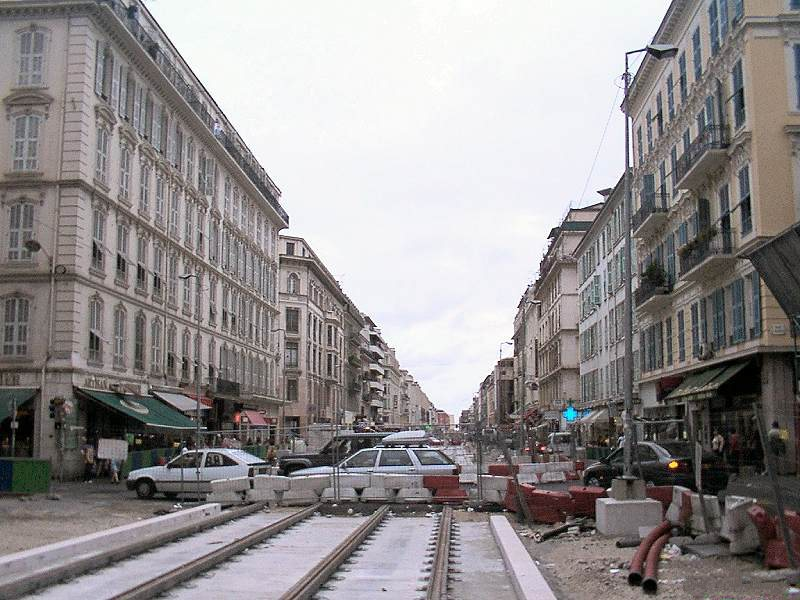
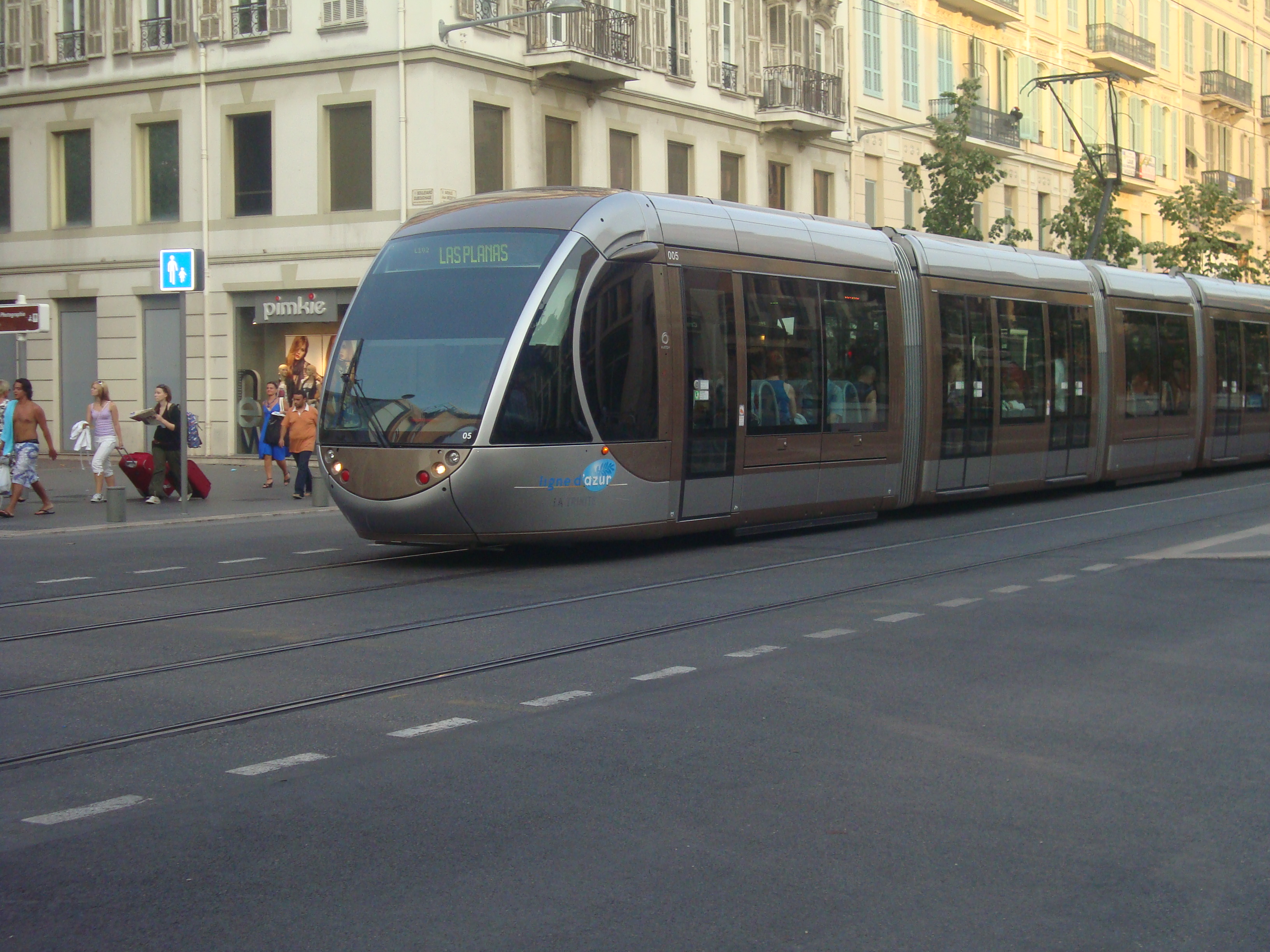